# Battleknight
Battleknight.it è un browser game gratuito ambientato nel medioevo in cui è possibile interpretare un cavaliere, caratterizzato dalla possibilità di interagire con migliaia di giocatori contemporaneamente, attraverso il sito cui il gioco fa riferimento.
Lo scopo del gioco consiste nel guadagnare quanti più pezzi di argento possibile attraverso missioni di saccheggio, ricerca o scontri con altri cavalieri.
La peculiarità del gioco consiste nella possibilità di scelta che il cavaliere impersonato ha, tra le forze del bene e quelle del male: ogni azione compiuta all'interno del gioco si ripercuote sul karma del cavaliere, indirizzandolo maggiormente verso l'una o l'altra inclinazione.
L'opzione duello permette di sfidare gli altri "cavalieri", ottenendo, in caso di vincita, un decimo dell'argento dell'altro cavaliere.

## Come si divide la schermata
All'atto del login compare la videata di gioco tramite la quale si può interagire con il cavaliere:
- Personaggio: Permette la visione delle statistiche del cavaliere quali:

Forza: ogni quattro punti di forza aumenta di 1 il danno minimo e massimo che il cavaliere può infliggere.
Abilità: ogni quattro punti di abilità aumenta di 1 l'armatura del cavaliere.
Costituzione: ogni punto aumenta di 25 i punti vita massimi del cavaliere.
Fortuna: ogni punto aumenta la possibilità di infliggere colpi critici (120% danno normale) ed aumenta il guadagno che il cavaliere riceve nelle missioni. Inoltre, nei tornei, in caso di pareggio, il cavaliere con la fortuna più alta si aggiudica la vittoria.
Abilità con le armi: aumenta la possibilità del cavaliere di colpire l'avversario.
Abilità difensiva: aumenta la possibilità del cavaliere di evitare i colpi dell'avversario.
Oltre a queste statistiche, aumentabili con le monete d'argento ad un prezzo pari al quadrato dei punti della statistica stessa (es: aumentare la fortuna di un cavaliere che ha 15 punti fortuna costerà 15² talleri, cioè 225 talleri), vi sono anche altre sei statistiche, aumentabili con le armi: velocità, possibilità di colpire in modo critico e resistenza al fuoco, allo shock, al ghiaccio ed al veleno.
La velocità aumenta il numero di colpi che è possibile infliggere all'avversario in duello: più è alta, più il cavaliere potrà attaccare. La possibilità di colpire in modo critico aumenta la percentuale di colpi critici che si può infliggere. La resistenza al fuoco, allo shock, al ghiaccio ed al veleno si misura in punti percentuale, ogni colpo inflitto con i relativi elementi verrà ridotto di una percentuale pari alla resistenza del cavaliere bersaglio all'elemento proprio.
Ci sono le "aree bersaglio", che permettono al cavaliere di decidere dove colpire e dove non può essere colpito in duello. Inoltre in questa videata è possibile utilizzare il proprio karma per acquistare cinque tipi diversi di bonus (solo uno per volta).
I diversi bonus sono in realtà dieci ma di questi dieci  la metà sono relativi al karma positivo e l'altra metà al karma negativo. Hanno prezzi diversi a seconda del potere che forniscono e l'attivazione va pagata con i punti karma. Questi ultimi si possono guadagnare con il lavoro.
- Mondo: Contiene le mappe del mondo. Da questa schermata è possibile spostarsi tra le varie città. Contiene anche la scelta di effettuare una Missione e la sua durata; con essa il cavaliere guadagnerà argenti e punti esperienza. Esistono varie diverse zone in cui selezionare la missione, le zone cambiano in base alla città in cui ci si trova.
- Taverna: Permette al cavaliere di impostare la cifra che egli esige per combattere come mercenario per un altro ordine. e superato il livello 10 sarà possibile unirsi a missioni di gruppo mettendosi anche d'accordo con la propria corporazione. In Taverna è anche possibile la creazione di missioni collettive tra giocatori diversi (da 2 a 6), non necessariamente dello stesso ordine, compresa la possibilità di assumere mercenari, la missione oltre che portare un guadagno elevato ad ogni componente del gruppo permette la vincita di un artefatto assegnato casualmente se i membri sono di ordini differenti, oppure tramite un lancio di dadi se sono dello stesso ordine. I punti missione di gruppo si rigenerano lentamente ogni ora, è quindi possibile effettuare un'unica MDG (missione di gruppo) ogni ventiquattro ore.
- Piazza del mercato: Dove il cavaliere può comprare armi, armature, scudi o elmi migliori, vendere oggetti e depositare o ritirare argento sfruttando il Tesoro del Re. Ogni giorno gli oggetti in vendita vengono cambiati, oppure può cambiarli l'utente prima che il giorno sia passato al prezzo di un rubino. Il cavaliere ha inoltre la possibilità inoltre di partecipare alle aste, in cui vengono venduti oggetti sotto offerta. Nel caso non ci si aggiudichi l'oggetto in questione, i talleri spesi nelle offerte non verranno rimborsati.
- Lavoro: Dove il cavaliere sceglie che lavoro compiere e per quanto tempo; con esso guadagnerà talleri.
- Piazza del torneo: Dove il cavaliere può iscriversi ai tornei di lance. Si divide in tre sezioni: una nella quale è possibile sfidare un cavaliere prestabilito per acquisire un grado maggiore e molte monete, un'altra nella quale è possibile iscriversi al torneo a cavallo ed infine una dove il cavaliere può nascondersi nella tenda, luogo dove non potrà essere attaccato e non potrà effettuare nessun tipo di lavoro.
- Ordine: Permette la ricerca di un ordine, la creazione di uno nuovo o la gestione del proprio.
- Tenuta: Visuale della propria dimora. Permette, usando dei rubini, l'attivazione di alcune funzioni del gioco. Sei diverse funzioni speciali che permettono al giocatore di: effettuare più missioni giornaliere, di poter fare un numero maggiore di attacchi, di aumentare la propria armatura in difesa e il proprio danno in attacco, ed infine di farsi sottrarre meno monete d'argento in caso di sconfitta.
- Negozio: Simile alla Piazza del mercato ma con la possibilità di effettuare alcuni acquisti particolari.
- Messaggi: Per comunicare con altri cavalieri, ricevere i resoconti dei combattimenti
- Classifica: La classifica mostra in che posizione sono i vari giocatori del server ed i rispettivi Ordini.
- Mercante di rubini: Permette l'acquisto dei rubini, da pagarsi via carta di credito, telefono fisso, cellulare o paypal. I rubini permettono di usufruire di alcune opzioni di gioco in più, compreso l'acquisto di oggetti speciali.

In alto a destra invece alcuni altri tasti speciali sono:
- Guida: Istruzioni su come giocare.
- Impostazioni: Consente di personalizzare il profilo del cavaliere, permettendo di cancellare l'account, immettere un'immagine personale oppure modificare la propria descrizione.
- Forum: Per accedere al forum ufficiale di Battleknight.
- Logout: Per disconnettersi.

## Ordini
Un aspetto divertente di Battleknight è la possibilità di fondare o unirsi a ordini. Gli ordini sono gruppi di giocatori che si aiutano a vicenda. I vari ordini possono talvolta scendere in guerra tra loro, per due motivi: un saccheggio degli argenti dell'ordine avversario o la sottrazione del castello dell'ordine. Infatti ogni ordine con un numero superiore di 20 membri ha la possibilità di combattere e conquistare i castelli avversari. Il castello permette ai membri dell'ordine, tramite l'utilizzo di rubini, di aumentare alcuni bonus molto utili.
Il giocatore fondatore dell'ordine amministra (solitamente anche con l'aiuto di altri membri) l'ordine, e assegna le cariche che possono essere umili per i giocatori più deboli e nuovi, o molto onorevoli per i giocatori veterani.